# (34659) 2000 WS159
2000 WS159 (asteroide 34659) é um asteroide da cintura principal. Possui uma excentricidade de 0.11999740 e uma inclinação de 2.76326º.
Este asteroide foi descoberto no dia 20 de novembro de 2000 por LONEOS em Anderson Mesa.